# Costa de la Serra
La Costa de la Serra és una costa de muntanya del terme municipal de Tremp, al Pallars Jussà, en terres de l'antic terme de Figuerola d'Orcau.
Estan situades al sud-oest de Figuerola d'Orcau, a la dreta de la Segla de les Bassades, en el vessant sud-oriental del Puig Pedrós.